# Yuri Kirichenko
Yuri Kirichenko –en ruso, Юрий Кириченко– (18 de febrero de 1991) es un deportista ruso que compite en taekwondo.  Ganó dos medallas en el Campeonato Europeo de Taekwondo, oro en 2021 y bronce en 2018.

## Palmarés internacional
| Campeonato Europeo | Campeonato Europeo | Campeonato Europeo | Campeonato Europeo |
| Año                | Lugar              | Medalla            | Categoría          |
| ------------------ | ------------------ | ------------------ | ------------------ |
| 2018               | Kazán (Rusia)      | Medalla de bronce  | +87 kg             |
| 2021               | Sofía (Bulgaria)   | Medalla de oro     | –87 kg             |